# 1.ª edición de los Premios Aura
La 1.ª edición de los premios Aura, honró a las mejores series latinoamericanas estrenadas en 2024 por vía streaming. Tuvo lugar en el Frontón México en la Ciudad de México, el 3 de julio de 2024.

## Nominados y ganadores
Los nominados a la 1.ª edición de los premios Aura fueron anunciados el 28 de mayo de 2024 en la plataforma de YouTube.

### Premios

#### Mejor serie de drama
- Vgly (Ganadora)
- Barrabrava
- Los Billis
- El grito de las mariposas
- 30 Monedas segunda temporada
- Las Pelotaris 1926

#### Mejor serie de comedia
- Ojitos de huevo (Ganadora)
- Harina segunda temporada
- División Palermo
- Nada
- Un buen divorcio

#### Mejor serie documental
- El Show: Crónica de un asesinato (Ganadora)
- La hija de dios: Dalma Maradona
- El Apóstol
- Libre de reír
- Cristóbal Balenciaga

#### Mejor actuación en serie de drama
- Pedro Alonso por Berlín (Ganador)
- Luis Gerardo Méndez por Los Enviados segunda temporada
- Irene Azuela por Las Viudas de los Jueves
- Benny Emmanuel por Vgly
- Omar Chaparro por Las Viudas de los Jueves

#### Mejor actuación en serie de comedia
- Memo Villegas por Harina segunda temporada (Ganador)
- Paulina Gaitán por P#t@s Redes Sociales
- Santiago Korovsky por División Palermo
- Guillermo Francella por El Encargado Segunda temporada
- Alberto Guerra por El Mantequilla
- Claudia Álvarez por Un Buen divorcio

#### Mejor actuación secundaria
- Verónica Bravo por Harina (Ganadora)
- Juan Daniel García Treviño por Vgly
- Juan Pablo Medina por Las Viudas de los Jueves\
- Mónica Gonzága por Barrabrava
- Kike Vazquez por Ojitos de Huevo
- Megan Montaner por 30 Monedas segunda temporada

#### Revelación actoral
- Iván Hochman por El Amor Después del Amor (Ganador)
- Alexis Arroyo por Ojitos de Huevo
- Julián Zuluaga por Los Billis
- Paola Fernández por Ojitos de Huevo
- Sasha González por Vgly
- Michelle Pellicer por Cindy la Regia

#### Mejor elenco
- Pacto de Silencio (Ganadores)
- El Juego de las Llaves tercera temporada
- Las Viudas de los Jueves
- División Palermo
- Vgly
- 30 Monedas segunda temporada
- Las Pelotaris 1926

#### Mejor producción ejecutiva
- Arturo Sampson, Isabel López Polanco, Santiago Espejo y Sebastián Sariñana por Vgly (Ganadores)
- Big Drama, Alexis Fridman, Santiago Limón, Juan Uruchurtu por Ojitos de Huevo
- Marc Cistaré, Gabriela Ramirez de Estenoz, Natalia Echeverri, Laura Fernández Espeso, Javier Pons, Adriana Rivas por Las Pelotaris 1926
- Federico Cuervo, José Vidggiano por Harina segunda temporada
- Nicolás Goldar Parodi por División Palermo
- Álex de la Iglesia, Jorge Guerricaechevarría, Carolina Bang, Steve Matthews, Patricia Nieto, Miguel Salvat, Antony Root por 30 Monedas segunda temporada

#### Mejor escritor / escritores
- Sebastián Sariñana, Fernando Rasé, Marcos Bucay, Santiago Espejo, Gabriela Guraieb y Jaime Muñoz de Baena por Vgly (Ganadores)
- Sara Antuña, Carlos de Pando, Héctor Beltrán, Gabriel Ochoa por Sin Huellas
- Gabriel Ochoa, Everardo Gout, Leopoldo Gout, Peter Gross, Mark Millar, Kevin Rodrífuez, Tina de la Torre, Iturri Sosa por El Elegido
- Juan Matias Carballo, Gabriel Nicoli, Azucena Rodriguez, Ricardo Rodriguez por El Grito de las Mariposas
- Leandro Custo, Diego Fió, Juan Pablo Kolodziej, Lucila Podesta, Francisco Varone por El Amor Después del Amor
- Marc Cistaré, Anaí López, Javier Naya, Adriana Rivas por Las Pelotaris 1926

#### Mejor dirección
- Juan Felipe Cano y Mateo Stivelberg por Los Billis (Ganadores)
- Salvador Espinosa por Harina segunda temporada
- Pato Safa y Analeine Cal y Mayor por Ojitos de Huevo
- Humberto Hinojosa por Las Viudas de los Jueves
- Jerónimo Carranza, Emanuel Diez, Diego Biffeld, Gastón Duprat y Mariano Cohn por El Encargado segunda temporada
- Sebastián Sariñana, Santiago Fábregas y Cris Gris por Vgly
- Jesús Rodrigo por Las Pelotaris 1926

#### Mejor piloto
- Las Pelotaris 1926 (Ganador)
- Ojitos de Huevo
- División Palermo
- El Encargado
- Los Billis

#### Mayor impacto
- Ojitos de Huevo (Ganadora)
- Berlín
- Pacto de Silencio
- Harina segunda temporada
- Vgly
- Lalola

#### Talento hispano internacional
- Cristina Rodlo por Halo segunda temporada (Ganadora)
- Pedro Pascal por El Mandalorian tercera temporada
- Taz Skylar por One Piece
- Paulina Dávila por Griselda
- Eiza González por El problema de los 3 cuerpos
- Iñaki Godoy por One Piece
- Sofía Vergara por Griselda

#### Premio Leyenda
- Eugenio Derbéz (Ganador)